# コルファクス郡区 (アイオワ州ブーン郡)
コルファクス郡区は、アメリカ合衆国、アイオワ州、ブーン郡にある17の郡区の一つである。2000年の国勢調査で、人口は746人だった。

## 地理
コルファクス郡区は、90.6平方キロメートル（34.97平方マイル)で、組み込まれた自治体(incorporated settlements)はありません。
アメリカ地質調査所によると、この郡区はOlive Branchの1つの霊園が含まれています。